# Cư An
Cư An là một xã thuộc huyện Đak Pơ, tỉnh Gia Lai, Việt Nam.
Xã Cư An có diện tích 37,87 km², dân số năm 1999 là 5.540 người, mật độ dân số đạt 146 người/km².